# Donja Trebinja
Donja Trebinja – wieś w Chorwacji, w żupanii karlowackiej, w mieście Karlovac. W 2011 roku liczyła 22 mieszkańców.